# Hamilton City SC
El Hamilton City Soccer Club es un club de fútbol de la ciudad de Hamilton, Ontario, Canadá. El equipo disputa sus partidos como local en el Heritage Field y participa de la Canadian Soccer League.

## Historia
En mayo de 2016, Andrew Crowe, el propietario del London City SC, vendió su parte a su compañero Zoran Kliseric, y reubicó el club en Hamilton, Ontario, marcando el regreso del fútbol profesional a la ciudad desde que Hamilton Croatia compitió en la Canadian Soccer League en 2010. El territorio de las organizaciones se ubicó en Stoney Creek con el campo de atletismo multideportivo de la escuela secundaria Cardinal Newman como su sede local. El exgerente del London City SC, Josip Dzale, asumió las responsabilidades de entrenador, y reunió una lista de jugadores con experiencia europea.

## Plantilla
Actualizado el 10 de agosto de 2018

## Entrenadores
| Año   | Entrenador   | Nacionalidad       |
| ----- | ------------ | ------------------ |
| 2016  | Josip Dzale  | Bandera de Croacia |
| 2018- | Sasa Vukovic | ?                  |

## Temporadas
| Año  | División       | Liga         | Temporada regular | Playoffs         |
| ---- | -------------- | ------------ | ----------------- | ---------------- |
| 2016 | First Division | CSL          | 6º                | Final            |
| 2018 | First Division | CSL          | 5º                | Cuartos de final |
| 2019 | First Division | CSL          | 6º                | Cuartos de final |
| 2020 | First Division | CSL          | 3º (eliminado)    | No participó     |
| 2021 | No participó   | No participó | No participó      | No participó     |